# القوة البرية الكويتية
القوة البرية الكويتية هي القوات البرية وأقدم فرع في القوات المسلحة الكويتية. عملت جذورها من سلاح الفرسان والمشاة في المناطق الصحراوية والحضرية في أعوام 1919م و1920م ومن 1928م إلى 1938م، حيث تعود جذورها مباشرة إلى الفرسان والمشاة الذين دافعوا عن قلعة الكوت منذ القرن التاسع عشر جنبًا إلى جنب مع مختلف القوات الدفاعية. تأسست القوات البرية رسميًا عام 1949م.
تتكون القوات البرية من عِدة ألوية هي لواء مبارك المدرع 15 ،لواء الشهيد المدرع/35، لواء التحرير الآلي/6، لواء السور الآلي/26، لواء صالح المحمد الآلي/94، لواء المغاوير/25. و يقدر عدد المنسبي حوالي 15,000.
وتمتلك القوة البرية 150 دبابة إم-84 يوغسلافية و218 دبابة أبرامز أمريكية و254 مدرعة ديزرت واريور و120 مدرعة بي إم بي-3 و76 مدرعة بي إم بي-2 ومدافع ذاتي الحركة م109 هاوتزر.

## تاريخ
تأسس الجيش الكويتي عام 1949م على يد الشيخ عبد الله المبارك الصباح (1949-1961م) خلال الفترة التي كانت فيها شراكته جزءًا من مديرية قوة الأمن العام عام 1938م قبل انقسامها عام 1953م. وترأس الشيخ عبد الله مبارك الصباح مديرية قوة الأمن العام التي ضَمت جيش الكويت؛ وكان الأخير يرأسه نائب القائد العقيد مبارك عبد الله الجابر الصباح.
في عامي 1990 و1991م، خلال حرب الخليج الأولى، تم الاستيلاء على معظم المعدات أو تدميرها من قبل القوات العراقية. في ذلك الوقت، كان الجيش الكويتي أصغر بكثير.
في أوائل عام 2024م، تم إرسال ما يصل إلى 149 دبابة من طراز إم-ايه بي84 إلى مصنع ديورو دياكوفيتش في كرواتيا للتجديد والإصلاح مع اعتقاد واسع النطاق بين المحللين العسكريين بأنه سيتم إرسالها بعد ذلك إلى أوكرانيا.

## التقسيم الإداري
- لواء التحرير الآلي السادس
- لواء مبارك المدرع الخامس عشر
- لواء السور الآلي السادس والعشرون
- لواء الشهيد المدرع الخامس والثلاثون
- لواء صالح المحمد الآلي الرابع والتسعون
- لواء المغاوير الخامس والعشرون (مستقل)
- هيئة الحرس الأميري (مستقل)
- هيئة الشرطة العسكرية (مستقلة)
- المديرية العامة للإطفاء الكويتية

## المُعدات

### مركبات قتالية مدرعة
| إسم                   | صورة | منشأ                | نــوع             | كـمـيـة | مـلـحـوظــات |
| --------------------- | ---- | ------------------- | ----------------- | ------- | --- |
| دبابة أبرامز أم1ايه2  |      | الولايات المتحدة    | دبابة قتال رئيسية | 218     | |
| أم-ايه بي84           |      | يوغوسلافيا          | دبابة قتال رئيسية | 149     | 200 تم طلبها في عام 1989م و15 في الخدمة بحلول عام 1990م. في عام 2024م تم إرسالها إلى كرواتيا للتجديد. |
| محارب الصحراء         |      | المملكة المتحدة     | مركبة مشاة قتالية | 254     | 236 بمدفع 25 مم، و18 ناقلة جند مدرعة. في عام 2009م، قامت الكويت بتحديث نظام التحكم في إطلاق النار، وأجهزة (جيتس 2)، ونظام الرؤية الحرارية المحسن، والرادار بالأشعة تحت الحمراء الموجه للأمام من الجيل الثاني.    |
| بي ام بي-3            |      | الاتحاد السوفيتي    | مركبة مشاة قتالية | ~200    | تم تسليم 142 مركبة بين عامي 1994 و1997. وفي عام 2009، تم توقيع عقد جديد لـ 70 مركبة بي ام بي-ام3 تم تسليمها بين عامي 2010 و2011. وفي عام 2014، تم توقيع عقد آخر لـ 33 مركبة أخرى، وتم تنفيذه في 30 سبتمبر 2015م. |
| بي ام بي-2            |      | الاتحاد السوفيتي    | مركبة مشاة قتالية | 76      | 245 تم تسليمها بين عامي 1989 و1990 و46 تم تسليمها بين عامي 1994 و1995، و76 في الخدمة اعتبارًا من عام 2005م. |
| ام113ايه2             |      | الولايات المتحدة    | ناقلة جند مدرعة   | 260     | 230: ام113ايه2, 30: ام577 (سي بي) |
| ام577                 |      | الولايات المتحدة    | ناقلة جند مدرعة   | 30      | يستخدم الجيش الكويتي 30 مركبة قيادة من طراز ام577، معظمها من طراز ام577ايه1. بعد حرب الخليج عام 1991م، تم شراء عدد من مركبات ام577ايه3 من الولايات المتحدة لاستبدال المركبات التي دمرتها القوات العراقية.        |
| فهد 240               |      | مصر                 | ناقلة جند مدرعة   | 60      | ثاني أكبر مشغل عام 1988م. استخدم الجانب الكويتي ناقلة الفهد خلال غزو الكويت، حيث خسر معظمها. استلمت الكويت المزيد من الوحدات عام 1994، واستعادت معظم وحداتها من العراق عام 1995م.                                |
| ام88ايه2 هرقل         |      | الولايات المتحدة    | مركبة إنقاذ مدرعة | 14      | 14 × ام88ايه2 في الخدمة مع جيش الكويت، و19 أخرى تم طلبها من الولايات المتحدة. |
| ام-ايه آي84           |      | بولندا / يوغوسلافيا | مركبة إنقاذ مدرعة | 15      | |
| فوكس 2 إن بي سي-آر إس |      | ألمانيا             | ناقلة جند مدرعة   | 0       | تحت الطلب. |

### المركبات اللوجستية والخدمية
| إسم   | صورة | المنشأ           | نوت         | كيمة      | مـلـحـوظــات                                                            |
| ----- | ---- | ---------------- | ----------- | --------- | ----------------------------------------------------------------------- |
| هامڤي |      | الولايات المتحدة | سيارة مصفحة | غير معروف | المركبات المباعة عبر برنامج المبيعات العسكرية الأجنبية للولايات المتحدة |

### مدافع ذاتية الحركة
| إسم         | صورة | منشأ  | نــوع            | كمية | مـلـحـوظــات |
| ----------- | ---- | ----- | ---------------- | ---- | --- |
| بي أل زي-45 |      | الصين | مدفع ذاتي الحركة | 51   | (51) تم طلب 27 مدفع بي أل زي-45 (لتشكيل فصيلة التدريب والكتيبة الأولى) في عام 1998 وتم تسليمها في الفترة 2000-2001. كما تم طلب 24 مدفع هاوتزر إضافي (لتشكيل الكتيبة الثانية) في عام 2001 وتم تسليمها في الفترة 2002-2003. |

راجمات صواريخ
| إسم             | صورة | منشأ                     | نوع          | كمية | ملحوظات            |
| --------------- | ---- | ------------------------ | ------------ | ---- | ------------------ |
| بي أم-30 سميرتش |      | الاتحاد السوفيتي / روسيا | راجمة صواريخ | 27   | اشترت عام 1995–96م |

### مضادات الدروع
| إسم             | منشأ             | نــوع                  | كمية        | ملحوظات |
| --------------- | ---------------- | ---------------------- | ----------- | ------- |
| آر بي جي-7      | الاتحاد السوفيتي | قذيفة صاروخية الدفع    |             |         |
| تاو أم-901      | الولايات المتحدة | صاروخ موجه مضاد للدروع | 400         |         |
| أم966/أم966ايه1 | الولايات المتحدة | حاملة صواريخ تاو       | 900         |         |
| تاو 2           | الولايات المتحدة | صاروخ موجه مضاد للدروع | 82 قاذفة    |         |
| 9ام113 كونكورس  | الاتحاد السوفيتي | صاروخ موجه مضاد للدروع | 2,402 صاروخ |         |
| 9كي111 فاجوت    | الاتحاد السوفيتي | صاروخ موجه مضاد للدروع | 4,601 صاروخ |         |
| ايه تي-10       | روسيا            | صاروخ موجه مضاد للدروع | 1,250 صاروخ |         |
| 9ام133 كورنيت   | روسيا            | صاروخ موجه مضاد للدروع |             |         |
| كارل جوستاف ام3 | السويد           | بندقية عديمة الارتداد  | 200         |         |

### الأسلحة النارية
| طراز                               | صورة   | منشأ             | نوع                                | عيار              | ملحوظات                                |
| مسدسات                             | مسدسات | مسدسات           | مسدسات                             | مسدسات            | مسدسات                                 |
| ---------------------------------- | ------ | ---------------- | ---------------------------------- | ----------------- | -------------------------------------- |
| بيريتا 92                          |        | إيطاليا          | مسدس                               | 9×19 مم بارابيلوم |                                        |
| رشيشة                              |        |                  |                                    |                   |                                        |
| أم بي5                             |        | المانيا          | رشيشة                              | 9×19 مم ناتو      | [ 9 ]                                  |
| بنادق                              |        |                  |                                    |                   |                                        |
| بوشماستر ام4ايه3                   |        | الولايات المتحدة | بندقية قصيرة                       | 5.56×45 مم ناتو   | يستخدمه لواء المغاوير الخامس والعشرون. |
| ام4 كاربين                         |        | الولايات المتحدة | بندقية قصيرة                       | 5.56×45 مم ناتو   | [ 11 ]                                 |
| ام16ايه2                           |        | الولايات المتحدة | بندقية هجوم                        | 5.56×45 مم ناتو   | [ 12 ]                                 |
| رشاشات                             |        |                  |                                    |                   |                                        |
| مدفع رشاش ام60                     |        | الولايات المتحدة | رشاش                               | 7.62×51 مم ناتو   |                                        |
| ام2 براوننج                        |        | الولايات المتحدة | مدفع رشاش ثقيل                     | 12.7×99 مم ناتو   | في الغالب كتسليح للمركبات.             |
| بنادق القنص وبنادق الرماية المخصصة |        |                  |                                    |                   |                                        |
| ام107/ام107ايه1                    |        | الولايات المتحدة | بندقية مضادة للمواد                | 12.7×99 مم ناتو   | بندقية قنص قياسية.                     |
| قاذفة قنابل يدوية                  |        |                  |                                    |                   |                                        |
| ام203 قاذفة قنابل يدوية            |        | الولايات المتحدة | قاذفة قنابل يدوية                  | 40×46 مم أس آر    |                                        |
| سلاح مضاد للدبابات/مضاد للدروع     |        |                  |                                    |                   |                                        |
| 9ام133 كورنيت                      |        | روسيا            | صاروخ مضاد للدبابات بتوجيه ليزري   | 152مم             |                                        |
| بي جي ام-71 تاو                    |        | الولايات المتحدة | صاروخ مضاد للدبابات بتوجيه لسلكي   | 152مم             |                                        |
| آر بي جي-7                         |        | الاتحاد السوفيتي | مضادات الدروع                      |                   |                                        |
| ام3 مااوس                          |        | السويد           | بندقية عديمة الارتداد مضادة للدروع | 84مم              |                                        |

## وصلات خارجية
- موقع الجيش الكويتي.